# Homoscleromorfs
Els homoscleromorfs (Homoscleromorpha) són una classe d'esponges amb esquelet format per espícules silíciques i/o espongina.
Antigament se'ls considerava com un ordre (Homosclerophorida) dins de les demosponges. Actualment són considerats com una classe independent, més propera a les esponges calcàries que a les demospoges.

## Taxonomia
La classe Homoscleromorpha inclou un sol ordre, dues famílies i un total de 126 espècies:
- Ordre Homosclerophorida Dendy, 1905
  - Família Oscarellidae Lendenfeld, 1887
  - Família Plakinidae Schulze, 1880